# Municipio de Taylor (condado de Hanson)
El municipio de Taylor (en inglés: Taylor Township) es un municipio ubicado en el condado de Hanson en el estado estadounidense de Dakota del Sur. En el año 2010 tenía una población de 90 habitantes y una densidad poblacional de 0,97 personas por km².

## Geografía
El municipio de Taylor se encuentra ubicado en las coordenadas 43°32′36″N 97°40′1″O / 43.54333, -97.66694. Según la Oficina del Censo de los Estados Unidos, el municipio tiene una superficie total de 93.15 km², de la cual 93,15 km² corresponden a tierra firme y (0 %) 0 km² es agua.

## Demografía
Según el censo de 2010, había 90 personas residiendo en el municipio de Taylor. La densidad de población era de 0,97 hab./km². De los 90 habitantes, el municipio de Taylor estaba compuesto por el 100 % blancos. Del total de la población el 0 % eran hispanos o latinos de cualquier raza.